# Constantin Kalamanos
 (signalé en juillet 2025).
Si vous disposez d'ouvrages ou d'articles de référence ou si vous connaissez des sites web de qualité traitant du thème abordé ici, merci de compléter l'article en donnant les références utiles à sa vérifiabilité et en les liant à la section « Notes et références ».
- Archive Wikiwix
- Bing
- Cairn
- DuckDuckGo
- E. Universalis
- Gallica
- Google
- G. Books
- G. News
- G. Scholar
- Persée
- Qwant
- (zh) Baidu
- (ru) Yandex
- (wd) trouver des œuvres sur Wikidata

Constantin Kalamanos ou Coloman (en grec : Κωνσταντῖνος Καλαμανός, entre 1137/1145 - après 1173) est un gouverneur byzantin de Cilicie.

## Biographie
Constantin est le fils aîné de Boris Kalamanos, qui est un prétendant au trône du royaume de Hongrie et de Anne Doukas, parente de l'empereur byzantin Jean II Comnène. Sa grand-mère paternelle, Euphémie, a été accusée d'adultère par son mari, le roi Coloman le Bibliophile, qui n'a jamais reconnu son fils (Boris Kalamanos).
En 1163, l'empereur Manuel Ier Comnène nomme Constantin comme gouverneur de Cilicie, une province byzantine dont les forteresses ont été occupées par le prince arménien Thoros II de Cilicie. Il arrive avec des renforts et force Thoros à se replier dans les montagnes. La princesse Constance d'Antioche, désireuse de garder son pouvoir contre son fils, Bohémond III d'Antioche, fait appel à Constantin. Néanmoins, une émeute éclate immédiatement à Antioche qui la force à l'exil.
Peu après, Constantin et le prince Bohémond III mènent leurs troupes contre Nur ad-Din qui a mis le siège devant le Krak des Chevaliers, une forteresse du comté de Tripoli. Après la bataille d'al-Buqaia en 1163, dans laquelle Constantin et ses hommes se distinguent, Nur ad-Din est contraint de se replier sur Homs.
Au cours de l'été 1164, Nur ad-Din met le siège devant le forteresse d'Harim. De nouveau, Bohémond appelle les Byzantins à l'aide et Nur ad-Din préfère se replier devant l'avancée de Constantin Kalamanos. Alors qu'il se retire, les forces chrétiennes le poursuivent et le rattrapent le 10 août. Néanmoins, la bataille de Harim est un désastre pour les Chrétiens. Leurs chefs, dont Constantin, sont capturés et emmenés à Alep. Néanmoins, prudent, Nur ad-Din préfère éviter toute tension avec les Byzantins et libère rapidement Constantin, qui revient en Cilicie avec des cadeaux.
Au cours de la captivité de Constantin, la Cilicie est gouvernée par Alexis Axouch puis par le futur Andronic Ier Comnène, qui séduit la soeur de Bohémond III, la princesse Philippa. Quand Constantin est libéré, Manuel rappelle Andronic Comnène. En 1170, le prince arménien Mleh, soutenu par Nur ad-Din, envahit la Cilicie et prend les cités de Mopsueste, Adana et Tarse. Si Constantin, soutenu par les Croisés, peut reprendre ses territoires, il est ensuite fait prisonnier par Mleh.